# Rodriguezia obtusifolia
Rodriguezia obtusifolia é uma espécie de planta do gênero Rodriguezia e da família Orchidaceae.

## Taxonomia
A espécie foi descrita em 1852 por Heinrich Gustav Reichenbach.
O seguinte sinônimo já foi catalogado:  
- Burlingtonia obtusifolia  Lindl.

## Forma de vida
É uma espécie epífita e herbácea.

## Conservação
A espécie faz parte da Lista Vermelha das espécies ameaçadas do estado do Espírito Santo, no sudeste do Brasil. A lista foi publicada em 13 de junho de 2005 por intermédio do decreto estadual nº 1.499-R.

## Distribuição
A espécie é encontrada nos estados brasileiros de Bahia, Espírito Santo, Paraná, Rio de Janeiro e São Paulo.
Em termos ecológicos, é encontrada no domínio fitogeográfico de Mata Atlântica, em regiões com vegetação de áreas antrópicas, mata ciliar e floresta ombrófila pluvial.